# 东陡门桥
31°38′58″N 120°15′07″E / 31.64936°N 120.25203°E
东陡门桥，位于中华人民共和国江苏省无锡市惠山区洛社镇陡门村陡门浜上，是一座古桥、无锡市文物保护单位。

## 特点
明朝嘉靖二十六年（1547年），修建。清朝康熙十四年（1675年）重修。光绪十四年（1888年），乡人募捐再次重修。东陡门桥跨度9.3米，宽2.65米。为南北走向。桥两侧刻有“东陡门桥”楷书。2016年，无锡市人民政府认定其为无锡市文物保护单位。